# 王維克
王維克（1900年—1952年），男，江蘇金壇人，中國近代教育家及翻譯家，是中國科學社、中國物理學會、中國天文學會以及中國自然科學社的會員。

## 生平
1900年，出生於金壇馮莊村，父親是前清秀才。
1917年，就讀南京河海工科大學(今河海大學前身)，由於參加學生運動而被逼離校。他轉到大同大學數理科。之後他到金壇初中任教了一年，認識了當時就讀初中的華羅庚。
1923年，任職金壇縣立中學，是華羅庚的班主任，獨具慧眼，發現了華羅庚的數學才能。翻譯比利時作家莫里斯·梅特林克的劇作《青鳥》在上海出版。
1925年，到巴黎，成為瑪莉亞·居里的學生。翻譯《法國文學史》在上海出版。
1928年，回中國，在上海的中國公學任教。
1929年，回到金壇初中，並擔任校長。當時華羅庚經濟拮据，王維克便以高薪聘他為職員。
1939年，翻譯印度史詩《沙恭達羅》，上海出版。1939年，翻譯《神曲•地獄》，上海出版。1948年，翻譯《神曲•淨界》，上海出版。1949年，完成翻譯《神曲》第三部《天堂》，上海出版。
1951年，失業在家，無法維持生計，在華羅庚的幫助下，在北京商務印書館擔任了審譯員的任務。完成《金雞》、《伊哥爾王子》、《自然界的現象》等著作。
1952年，四月在金壇去世。

## 作品
作為翻譯家，他曾翻譯但丁的《神曲》、迦梨陀娑的《沙恭達羅》。這些作品都是由法語轉譯的。

### 劇本
- 《傀儡皇帝》，上海：世界書局，1946年

### 科學
- 《熱力學原理》，上海：世界書局，1935年
- 《日食和月食》，上海：商務印書館，1936年
- 《自然界印象記》，北京：商務印書館，1951年

### 翻譯
- 《青鳥》劇本(比利時)莫里斯·梅特林克。上海：泰東圖書局，1923年[2]
- 《法國文學史》Het T.Pauthier原著，上海：泰東圖書局，1925年
- 《沙恭達羅》印度史詩(初版有柳亞子先生題詞)，上海：世界書局，1933年
- 《法國名劇四種》Jean Racine and Others等著，上海：商務印書館，1935年10月
- 《希德》劇(法)郭乃意著，上海：生活書店，1936年[3][4]
- 《神曲•地獄》，上海：商務印書館，1939年初版，1948年修訂版
- 《神曲•淨界》，上海：商務印書館，1948年
- 《神曲•天堂》，上海：商務印書館，1949年
- 《福特傳：當代名人傳記》葉楚傖、陳立夫主編，王維克編譯. 南京：正中書局，1947年